# TJ Lokomotiva Liberec (basketbal)
TJ Lokomotiva Liberec (celým názvem: Tělovýchovná jednota Lokomotiva Liberec I.) je český ženský basketbalový klub, který sídlí v Liberci ve stejnojmenném kraji. Oddíl patří pod hlavičku Tělovýchovné jednoty Lokomotiva Liberec. Založen byl v roce 1945 jako součást libereckého Sokola. Od sezóny 2018/19 působí v české třetí nejvyšší basketbalové soutěži žen, známé pod názvem 2. celostátní liga žen. Své domácí zápasy odehrává v hale TJ Lokomotiva s kapacitou 300 diváků. Klubové barvy jsou modrá a bílá.
Největším úspěchem klubu byla celkem pětiletá účast v nejvyšší soutěži žen (sezóny 1956/57–1960/61). Již zaniklé mužské družstvo se nejvyšší soutěže zúčastnilo v sezóně 1964/65.

## Historické názvy
Zdroj: 
- 1945 – Sokol Liberec I.
- 1953 – DSO Lokomotiva Liberec (Dobrovolná sportovní organisace Lokomotiva Liberec)
- 1957 – TJ Lokomotiva Liberec (Tělovýchovná jednota Lokomotiva Liberec)

## Umístění v jednotlivých sezonách

### Umístění mužů
Stručný přehled
Zdroj: 
- 1964–1965: 1. liga (1. ligová úroveň v Československu)

Jednotlivé ročníky
Zdroj: 
Legenda: ZČ - základní část, červené podbarvení - sestup, zelené podbarvení - postup, fialové podbarvení - reorganizace, změna skupiny či soutěže
| Československo (1964 – 1965) |                                                      |                                                      |                                                      |                                                      |                                                      |
| Sezóny                       | Soutěž                                               | Úroveň                                               | ZČ                                                   | Play-off, nadstavba, sk. o udržení...                | Poznámky                                             |
| 1964/65                      | 1. liga                                              | 1. úroveň                                            | 14. místo                                            |                                                      | Sestup                                               |
| ...                          |                                                      |                                                      |                                                      |                                                      |                                                      |
| Pozn.:                       | Družstvo mužů zaniklo v průběhu 90. let 20. století. | Družstvo mužů zaniklo v průběhu 90. let 20. století. | Družstvo mužů zaniklo v průběhu 90. let 20. století. | Družstvo mužů zaniklo v průběhu 90. let 20. století. | Družstvo mužů zaniklo v průběhu 90. let 20. století. |

### Umístění žen
Stručný přehled
Zdroj: 
- 1956–1961: 1. liga (1. ligová úroveň v Československu)
- 2003–2005: 3. liga – sk. A (3. ligová úroveň v České republice)
- 2005–2007: 2. liga (2. ligová úroveň v České republice)
- 2007–2009: 2. liga – sk. A (3. ligová úroveň v České republice)
- 2009–2010: 1. liga (2. ligová úroveň v České republice)
- 2010–2012: 2. liga – sk. A (3. ligová úroveň v České republice)
- 2012–2013: 2. liga – sk. B (3. ligová úroveň v České republice)
- 2013–2014: 1. liga (2. ligová úroveň v České republice)
- 2014–2016: 2. liga – sk. A (3. ligová úroveň v České republice)
- 2016–2018: 1. liga (2. ligová úroveň v České republice)
- 2018– : 2. liga – sk. A (3. ligová úroveň v České republice)

Jednotlivé ročníky
Zdroj: 
Legenda: ZČ - základní část, červené podbarvení - sestup, zelené podbarvení - postup, fialové podbarvení - reorganizace, změna skupiny či soutěže
| Československo (1956 – 1993) |                 |           |           |                                       |                              |
| Sezóny                       | Soutěž          | Úroveň    | ZČ        | Play-off, nadstavba, sk. o udržení... | Poznámky                     |
| 1956/57                      | 1. liga         | 1. úroveň | 8. místo  |                                       |                              |
| 1957/58                      | 1. liga         | 1. úroveň | 7. místo  |                                       |                              |
| 1958/59                      | 1. liga         | 1. úroveň | 6. místo  |                                       |                              |
| 1959/60                      | 1. liga         | 1. úroveň | 9. místo  |                                       |                              |
| 1960/61                      | 1. liga         | 1. úroveň | 11. místo |                                       | Sestup                       |
| ...                          |                 |           |           |                                       |                              |
| Česko (1993 – )              |                 |           |           |                                       |                              |
| Sezóny                       | Soutěž          | Úroveň    | ZČ        | Play-off, nadstavba, sk. o udržení... | Poznámky                     |
| ...                          |                 |           |           |                                       |                              |
| 2003/04                      | 3. liga – sk. A | 3. úroveň | 3. místo  | Finálová skupina (3. místo)           |                              |
| 2004/05                      | 3. liga – sk. A | 3. úroveň | 2. místo  | Finálová skupina (1. místo)           | Postup                       |
| 2005/06                      | 2. liga         | 2. úroveň | 9. místo  | Play-out (3. místo)                   |                              |
| 2006/07                      | 2. liga         | 2. úroveň | 10. místo |                                       | Sestup; reorganizace soutěží |
| 2007/08                      | 2. liga – sk. A | 3. úroveň | 8. místo  | Play-out (2. místo)                   |                              |
| 2008/09                      | 2. liga – sk. A | 3. úroveň | 2. místo  | Finálová skupina (1. místo)           | Postup                       |
| 2009/10                      | 1. liga         | 2. úroveň | 12. místo | Play-out (3. místo)                   | Sestup                       |
| 2010/11                      | 2. liga – sk. A | 3. úroveň | 3. místo  | Semifinále                            |                              |
| 2011/12                      | 2. liga – sk. A | 3. úroveň | 2. místo  | Finále (prohra)                       | Změna skupiny                |
| 2012/13                      | 2. liga – sk. B | 3. úroveň | 1. místo  | Finále (prohra)                       | Administrativní postup       |
| 2013/14                      | 1. liga         | 2. úroveň | 12. místo | Play-out (4. místo)                   | Sestup                       |
| 2014/15                      | 2. liga – sk. A | 3. úroveň | 6. místo  | Předkolo                              |                              |
| 2015/16                      | 2. liga – sk. A | 3. úroveň | 3. místo  | Finálová skupina (2. místo)           | Postup                       |
| 2016/17                      | 1. liga         | 2. úroveň | 12. místo | Play-out (4. místo)                   |                              |
| 2017/18                      | 1. liga         | 2. úroveň | 12. místo | Play-out (4. místo)                   | Sestup                       |
| 2018/19                      | 2. liga – sk. A | 3. úroveň | 3. místo  | Finálová skupina (6. místo)           |                              |
| 2019/20                      | 2. liga – sk. A | 3. úroveň |           |                                       |                              |